# Вей, Линден
Линден Вей (англ. Linden Vey; род. 17 июля 1991, Wakaw, Саскачеван) — канадский хоккеист, нападающий.

## Карьера
Начинал карьеру в Северной Америке. Был выбран на драфте 2009 года, но в НХЛ попал лишь в 2013 году.
В лиге выступал за «Лос-Анджелес Кингз», «Ванкувер Кэнакс» и «Калгари Флэймз». В общей сложности в НХЛ провёл 139 игр и набрал 44 очка (14 шайб + 30 передач). Хотя «Кингз» в 2014 году выиграли Кубок Стэнли, Вэй не был выгравирован на Кубке, поскольку сыграл в чемпионате 18 матчей.
Далее продолжил карьеру в КХЛ — выступая за «Барыс» и ЦСКА, за который отыграл два сезона и выиграл с клубом Кубок Гагарина и стал участником Матча звёзд КХЛ. За два сезона в ЦСКА провёл 108 матчей и набрал 91 очко (25+66). В плей-офф Кубка Гагарина сыграл 22 матча и набрал 12 очков (4+8).
В мае 2020 года перешёл в СКА. В ноябре 2021 года перешёл в «Барыс» в результате обмена.
В составе сборной Канады завоевал бронзу на Олимпийских играх 2018 года, где не выступали хоккеисты НХЛ. В 6 матчах олимпийского турнира сделал одну голевую передачу.
В 2024 году подписал контракт до 31 мая 2025 года с клубом КХЛ «Авангард» (Омск), но 1 ноября 2024 года Вей покинул «Авангард» по семейным обстоятельствам.
11 ноября 2024 года подписал контракт с «Фрибуром» из Швейцарии.

## Достижения
- Обладатель Кубка Гагарина и чемпион России: 2019
- Участник Матча звёзд КХЛ: 2018
- Бронзовый призёр Олимпиады 2018
- Чемпион Швейцарии: 2018
- Бронзовый призёр Мирового кубка вызова: 2008